# Borci (Rača)
Pour les articles homonymes, voir Borci.
Borci (en serbe cyrillique : Борци) est un village de Serbie situé dans la municipalité de Rača, district de Šumadija. Au recensement de 2011, il comptait 319 habitants.

## Démographie
| 1948 | 1953 | 1961 | 1971 | 1981 | 1991 | 2002 | 2011 |
| ---- | ---- | ---- | ---- | ---- | ---- | ---- | ---- |
| 885  | 952  | 890  | 714  | 612  | 499  | 389  | 319  |

|  |